# 덤 앤 더머 서부시대로 가다
《덤 앤 더머 서부시대로 가다》(영어: Almost Heroes)는 미국에서 제작된 크리스토퍼 게스트 감독의 1998년 모험 코미디 영화이다. 크리스 팔리, 매슈 페리 등이 출연하였고, 데니즈 디노비 등이 제작에 참여하였다. 33살 나이로 급사한 팔리의 마지막 영화 주연작이며, 사후 5개월 후에 개봉하였다.
덤 앤 더머 프랜차이즈와는 무관하다.

## 줄거리
1804년 귀족 레슬리 에드워즈는 루이스와 클라크보다 먼저 미국을 가로질러 태평양에 도달하고자 한다.
곱게 자랐으며 야생 지식이 전무한 레슬리는 사냥꾼 바살러뮤 헌트를 고용하지만, 곧 바살러뮤 역시 그닥 경험이 없다는 게 밝혀진다. 이들은 산전수전을 겪은 개척자들, 새커거위아와 유사한 원주민 등의 도움을 받아 원주민 부족, 사나운 동물들, 콩키스타도르, 음식 부족 등 다양한 난관과 시련을 헤쳐나간다.
이 과정에서 레슬리는 오만한 태도를 벗어던지는 한편 명예와 의리의 소중함을 배우고, 바살러뮤는 자신감을 키운다. 이들은 결국 루이스와 클라크보다 몇 분 전에 태평양 해변에 도착하는 데 성공한다.
이후 이들은 옛 생활로 돌아가는 대신 지도상에 표시돼있지 않은 인적미답의 지역을 계속 모험하기로 한다.

## 출연
- 크리스 팔리 - 바살러뮤 헌트 역
- 매슈 페리 - 레슬리 에드워즈 역
- 유진 레비
- 케빈 던
- 리사 바부샤
- 보킴 우드바인
- 데이비드 패커
- 해밀턴 캠프
- 스티븐 M. 포터
- 크리스천 클레먼슨
- 프랭클린 코버
- 루이스 아켓
- 돈 레이크
- 팀 디케이
- 러스티 슈위머
- 해리 시어러

## 기타 제작진
- 공동 제작: 메리 케인
- 배역: 메리 게일 아츠, 바버라 코언
- 미술: 조지프 T. 개리티